# Удени-Завој (Арђеш)
Удени-Завој (рум. Udeni-Zăvoi) насеље је у Румунији у округу Арђеш у општини Калинешти. Oпштина се налази на надморској висини од 250 m.

## Становништво
Према подацима из 2002. године у насељу је живело 591 становника, од којих су сви румунске националности.